# Центральний регіон (Камерун)
Центральний регіон (англ. Centre Region, фр. Région du Centre) (до 2008 року — Центральна провінція) — регіон у центральній частині Камеруну. Центром регіону є столиця країни — місто Яунде.

## Географія
Центральний регіон є другим за площею серед регіонів країни. Він цілком розташований на Південнокамерунському плато. Найбільша річка — Санага.

## Адміністративний поділ
Регіон адміністративно поділяється на 10 департаментів:
| Департамент    | Оригінальна назва | Площа (км2) |
| -------------- | ----------------- | ----------- |
| Лек'є          | Lekié             | 2989        |
| Мбам і Інубу   | Mbam-et-Inoubou   | 7125        |
| Мбам і Кім     | Mbam-et-Kim       | 25906       |
| Мефу і Аконо   | Méfou-et-Akono    | 1329        |
| Мефу і Афамба  | Méfou-et-Afamba   | 3338        |
| Мфунді         | Mfoundi           | 297         |
| Ньйонг і Келле | Nyong-et-Kéllé    | 6362        |
| Ньйонг і Мфуму | Nyong-et-Mfoumou  | 6172        |
| Ньйонг і Соо   | Nyong-et-So'o     | 3581        |
| От-Санага      | Haute-Sanaga      | 11854       |